# Oreneta blanc-i-blava
L'oreneta blanc-i-blava. (Pygochelidon cyanoleuca; syn: Notiochelidon cyanoleuca) és una espècie d'ocell de la família dels hirundínids (Hirundinidae). Habita camps oberts prop de l'aigua i terres de conreu d'Amèrica Central i del Sud des de Costa Rica, Panamà, Colòmbia, Veneçuela, Trinitat i Guyana, cap al sud, a través de l'Equador, el Perú, Bolívia, est i sud del Brasil, el Paraguai, l'Uruguai, Xile i l'Argentina, fins a la Terra del Foc. El seu estat de conservació es considera de risc mínim.

## Taxonomia
Anteriorment l'oreneta blanc-i-blava era considerada l'única espècie del gènere Pygochelidon. Però en base a un estudi filogenètic publicat el 2005, també fou traslladada a aquest gènere l'oreneta de collar negre.